# Список экорегионов Алжира
Ниже приводится список экорегионов в Алжире, согласно Всемирному Фонду дикой природы (ВФП).

## Наземные экорегионы
по основным типам местообитаний

### Палеарктика

#### Хвойные леса
- Средиземноморские хвойные и смешанные леса

#### Средиземноморские леса, редколесья и кустарники
- Средиземноморские сухие редколесья и степи
- Средиземноморские редколесья и леса

#### Пустыни и засухоустойчивые кустарники
- Степи и редколесья Северной Сахары
- Пустыня Сахара
- Степи и редколесья Южной Сахары
- Горные редколесья Западной Сахары

#### Затопляемые луга и саванны
- Сахарские галофиты

## Пресноводные экорегионы
по биорегиону
- Постоянный Магриб
- Временный Магриб
- Сухой Сахель

## Морские экорегионы
- Альборанское море
- Средиземное море